# 中津川市立神坂小学校
中津川市立神坂小学校（なかつがわしりつ みさかしょうがっこう）とは、岐阜県中津川市にある公立小学校。

## 概要
- 長野県西筑摩郡神坂村（峠、馬籠、荒町を除く）が岐阜県中津川市に越県吸収合併され、神坂村立神坂小学校は中津川市立神坂小学校となった。しかし、峠、馬籠、荒町は、長野県木曽郡山口村に編入されたため、当該地域を校区とする山口村立神坂小学校を開校し、事実上2校に分立していた。現在の神坂小学校は山口村が中津川市に編入後に2校を統合し、新設した学校である。

## 就学区域
- 神坂地区[1]
  - 神坂[注釈 1]
  - 馬籠[注釈 2]

## 沿革
ここでは、2005年3月31日以前の中津川市立神坂小学校を「中津川市立神坂小学校（旧）」として記述する。

### 中津川市立神坂小学校（旧）
- 1873年（明治6年）5月 - 筑摩県筑摩郡馬籠村に敬義学校が開校。永昌寺[注釈 3]を仮校舎とする。
- 1874年（明治7年）9月 - 馬籠村と湯舟沢村が合併し、神坂村が発足。
- 1875年（明治8年） - 神坂学校に改称する。
- 1876年（明治9年） - 新築移転。
- 1889年（明治22年） - 神坂尋常小学校に改称する[注釈 4]。 湯舟沢に分教場を設置。
- 1900年（明治33年） - 神坂尋常高等小学校に改称する。
- 1906年（明治39年） - 農業補習学校を併設する。
- 1907年（明治40年） - 湯舟沢分教場を廃止。
- 1911年（明治44年）1月 - 現在地に移転。
- 1926年（大正15年） - 青年訓練所を併設。
- 1941年（昭和16年）4月1日 - 神坂国民学校に改称する。
- 1947年（昭和22年）4月1日 - 神坂村立神坂小学校に改称する。
- 1958年（昭和33年）10月15日 - 長野県西筑摩郡神坂村が岐阜県中津川市に越県編入合併。同時に中津川市立神坂小学校に改称する。
- 1988年（昭和63年）
  - 4月 - 現在の校舎（鉄筋コンクリート4階建）が完成。
  - 8月 - 現在のプールが完成する。
- 2005年（平成17年）3月31日 - 山口村立神坂小学校との統合により廃校。

### 中津川市立神坂小学校
- 2005年（平成17年）4月1日 - 中津川市立神坂小学校として開校。校舎は中津川市立神坂小学校（旧）を転用。